# Ernst Jennrich
Ernst Jennrich (* 15. November 1911 in Wedringen; † 20. März 1954 in Dresden) ist ein Opfer der DDR-Diktatur. Er wurde im Rahmen der politischer Strafjustiz im Kontext des Volksaufstands vom 17. Juni 1953 in der DDR hingerichtet.

## Leben
Ernst Jennrich, achtes von neun Kindern einer Arbeiterfamilie, begann nach acht Jahren Volksschule zunächst eine Bäckerlehre, kurz danach eine Lehre als Gärtner, die er auch abschloss. Er wurde während der Zeit des Nationalsozialismus zu „Notstandsarbeiten“ herangezogen und war unter anderem am Bau des Mittellandkanals beteiligt. Ab 1940 war er in den Junkerswerken dienstverpflichtet, bis man ihn 1942 zur Wehrmacht einberief. Wegen schwerer Verwundung an der Ostfront wurde er zeitweilig vom Kriegsdienst freigestellt, bis man ihn 1944 erneut zur Wehrmacht einberief. Er desertierte kurz vor Kriegsende und kam in amerikanische Gefangenschaft, aus der man ihn jedoch bald wieder entließ. Nachdem er sich erfolglos als Gemüsehändler versucht hatte, arbeitete er wieder als Gärtner in einer landwirtschaftlichen Produktionsgenossenschaft (LPG). Politisch war Jennrich vor 1933 zunächst in der Sozialistischen Arbeiterjugend organisiert, dann in der SPD. Nach 1945 war er wieder in der SPD, nach deren Zwangsvereinigung mit der KPD 1946 Mitglied der SED. 1947 trat er aus der SED aus.

## Mitwirken am 17. Juni 1953
Ernst Jennrich war am 17. Juni 1953 im Stadtgebiet Magdeburgs unterwegs, wo er mit seiner Frau und vier Kindern lebte. Mit dem Auftrag, eine „Holzfreigabe“ zu besorgen, fuhr er morgens mit dem Rad zur LPG-Verwaltung und war verwundert über die vielen Menschen auf den Straßen. Er fuhr zu der Möbelfabrik, in der seine Frau arbeitete, berichtete aufgeregt vom Streik, und fragte, ob man hier nicht auch streiken wolle, was man ihm später vor Gericht als „Boykotthetze“ auslegte.
Mit einem seiner Söhne durchstreifte er die Stadt, um das Geschehen auf den Straßen aus der Nähe zu betrachten. Als er vor der Haftanstalt Sudenburg eintraf, waren die Wachposten bereits entwaffnet. Jennrich nahm einem Halbwüchsigen den Karabiner aus der Hand und gab zwei Schüsse ab, über deren Absicht, Richtung und Wirkung es sehr unterschiedliche Aussagen gab. Nach seinen eigenen Angaben gab er auf Drängen der Demonstranten zwei ungezielte Schüsse auf die Mauer der Haftanstalt und in die Luft ab, um das Gewehr zu entladen. Zuletzt zerschlug er die Waffe.
In der Nacht zum 19. Juni wurde er verhaftet und nach einem Verhör durch sowjetische Vernehmer den deutschen Behörden überstellt und angeklagt, „Boykott und Mordhetze gegen demokratische Einrichtungen und Organisationen betrieben und hierbei nach dem 8. Mai 1945 durch Propaganda für den Faschismus den Frieden des deutschen Volkes gefährdet zu haben; in Tateinheit damit aus niedrigen Beweggründen heimtückisch, um eine andere Straftat zu ermöglichen, vorsätzlich einen Menschen getötet zu haben.“

## Todesurteil ohne Beweise
Obwohl es die Aussagen mehrerer Zeugen steuerte, konnte das Gericht Ernst Jennrich nicht nachweisen, dass er gezielt auf den diensthabenden Volkspolizisten Georg Gaidzik geschossen hatte. In der Verhandlung am 25. August 1953 verteidigte sich Jennrich mit eindringlichen Worten: „Herr Richter, ich kann nur das eine sagen, dass ich niemals zu einem Mörder werden wollte. Und ich niemals den Mord begangen habe, weil ich genau weiß, ich habe keinen Schuss in dem rechten Fenster abgegeben auf einen Volkspolizeiangehörigen. Und ich war auch niemals gewillt, Werkzeug dieser Menschen zu werden, oder Werkzeug der Provokateure vom Westen noch zumeist von Menschen, die versuchen, den Arbeiter auszubeuten. Ich bin kein Mensch, der sich ausbeuten lassen will.“ Das Gericht, welches an den Zeugenaussagen erhebliche Zweifel hatte, verurteilte Jennrich am 25. August 1953 zu einer lebenslangen Zuchthausstrafe.
Gegen dieses Urteil legt der Staatsanwalt am 27. August 1953 Protest ein: „Der Schutz unseres friedliebenden Staates erfordert für das vom Angeklagten begangene Verbrechen die Todesstrafe.“ Auf Weisung des Obersten Gerichtes der DDR verurteilten dieselben Richter, die das erste Urteil gefällt hatten, Ernst Jennrich am 6. Oktober 1953 zum Tode. Dieser Prozess dauerte lediglich 15 Minuten; eine erneute Beweisaufnahme wurde als nicht erforderlich betrachtet. In der Urteilsbegründung vom 6. Oktober heißt es: „In Anbetracht dieser Gefährlichkeit erfordert es der Schutz unserer Gesellschaftsordnung, dass auf das höchste Strafmaß, nämlich die Ausmerzung des Angeklagten aus unserer Gesellschaft und somit die Todesstrafe erkannt wird.“ Ein ausführliches Gnadengesuch von Ernst Jennrich an den Präsidenten Wilhelm Pieck, in welchem er bekundete, auch schwerste Arbeitsbedingungen auf sich zu nehmen, „damit ich später einmal wieder als Mensch in der Gesellschaftsordnung der Deutschen Demokratischen Republik aufgenommen werden kann“, blieb wirkungslos: Sein Gnadengesuch wurde ebenso abgelehnt wie die Berufung.

## Tod durch „Fallschwertmaschine“
Das Urteil wurde am 20. März 1954 um 4:00 Uhr in der Zentralen Hinrichtungsstätte der DDR in Dresden durch die „Fallschwertmaschine“ vollstreckt. Todesursachen laut Bestattungsschein waren „Pneumonie“ und „akute Kreislaufinsuffizienz“. Es zeugt von der spezifischen Auffassung von Recht in der DDR, dass die damalige Justizministerin Hilde Benjamin dieses Urteil bereits Anfang August 1953, d. h. vor Beginn des Prozesses, persönlich anweisen konnte. Jennrich erhielt eine Urnenbestattung auf dem Urnenhain Tolkewitz; nach der Wende wurde die Urne nach Magdeburg überführt.

## Freispruch posthum
Auf Antrag seines Sohnes (Ernst Jennrich Jr.) hob der 4. Strafsenat des Bezirksgerichts Halle das Urteil am 20. August 1991 auf: Ernst Jennrich wurde freigesprochen. Der Senat hielt die Verurteilung Jennrichs auch nach damaligem Recht der DDR für verfassungswidrig. Eine Straftat kann nur „bei Vorhandensein einer konkreten Strafandrohung abgeurteilt werden“. Der Artikel 6 der Verfassung der DDR enthält, so die Richter, eine derartige Strafandrohung jedoch gerade nicht, sondern „lediglich die pauschale Feststellung, dass es sich bei Boykotthetze um ein Verbrechen im Sinne des Strafgesetzbuches handele“. Eine schwerwiegende Gesetzesverletzung stellte darüber hinaus die bindende Weisung des Obersten Gerichts hinsichtlich der Beweisführung und des Strafmaßes dar. Freizusprechen war Ernst Jennrich nach einmütiger Auffassung des Senats auch deshalb, weil seine Teilnahme am Aufstand des 17. Juni 1953 als „Ausübung politischen Widerspruchs und – im Wesentlichen – gewaltfreien Widerstands“ zu werten ist. Dabei handelte es sich um verfassungsmäßige politische Grundrechte.

## Verarbeitung als Theaterstück
Der Fall „Ernst Jennrich“ diente als Vorlage für das dokumentarische Theaterstück „Der Massenmensch“, das anlässlich der Dresdner Museumsnacht 2003 in der Gedenkstätte Münchner Platz Dresden uraufgeführt wurde. Das vom Ernst-Jennrich-Theater e. V. inszenierte Ein-Personen-Stück dokumentiert die Gerichtsverhandlung gegen Ernst Jennrich vor dem 1. Strafsenat des Bezirksgerichts Magdeburg (am 25./26. August 1953). Es beruht auf einem vom Ministerium für Staatssicherheit angefertigten Tonmitschnitt.

## Verarbeitung als Radiobeitrag
Urteil auf Bestellung – Die Todesstrafe ist angemessen – 19. Januar 2014, WDR 5.